# Ian Hughes (cầu thủ bóng đá, sinh năm 1961)
Ian James Hughes (sinh ngày 24 tháng 8 năm 1961) là một cựu cầu thủ bóng đá người Anh thi đấu ở vị trí hậu vệ cho Sunderland.